# Оркнијска острва
Оркнијска острва (енгл. Orkney Islands, Orkney; шкотгел. Arcaibh) архипелаг је састављен од једног већег и седамдесетак мањих острва удаљених око 10 километара од северне обале Шкотске. Укупна површина острва је 990 km². Острва се простиру на 50 км у правцу исток—запад и 85 у правцу север—југ. Имена свих већих острва се завршавају на ay, што је у старонордијском језику значило „острво”. На острвима је 2011. живело 21.349 становника.
Административно, Оркнијска острва су једна од 32 области Шкотске. Главно насеље и административни центар острва је градић Кирквол.
Оркнијска острва су насељена већ барем 8500 година. Помињу их римски аутори из 1. века н. е. (Помпоније Мела, Тацит). Од 875. на њима су владали норвешки Викинзи. Шкотски краљеви су присвојили ова острва 1472. На Оркнијским острвима се налазе нека од најбоље очуваних археолошких налазишта из доба неолита. Отуда су она на УНЕСКО листи Светске баштине.